# ساموئل هانتر
ساموئل هانتر  (به انگلیسی: Samuel Hunter) ژیمناست زادهٔ ۱۴ سپتامبر ۱۹۸۸ میلادی اهل کشور بریتانیا است.